# ボブのコーラ
ボブのコーラは、吉本興業所属のお笑いコンビ。2023年4月結成。東京NSC28期生。

## メンバー
とあ（2002年5月2日（23歳） - ）
ボケ担当。立ち位置は向かって左。
身長170cm 、体重55kg。血液型O型。
千葉県船橋市出身。
- 高校卒業後、専門学校に進学するが半年で退学。その後の半年間、NSCの入学金を貯めるためアルバイトをしていた。

本田たかお（ほんだたかお、2002年9月18日（22歳） - ）
ツッコミ担当。立ち位置は向かって右。
身長177cm 、体重65kg。血液型B型。
千葉県船橋市出身。

## 概要
- 2人は小中高の幼馴染。本田は高校卒業後WCSに入学し別の相方とコンビを組んでいたが、卒業と同時に解散。翌年、2人でNSCに入学[3]。
- 2023年8月、Jimbochoサバイバルバトルで総合順位1位を獲得し、芸歴わずか1年目ながら神保町よしもと漫才劇場所属メンバーとなる[4]。
- 主に漫才を演じており、本田がとあに振り回されるような設定が多い。学生時代の関係性をそのままネタにするようにしている[1]。

## 受賞歴・賞レース成績

### M-1グランプリ
| 年度             | 結果         | エントリー No. | 会場                       | 日程       | 備考      |
| ---------------- | ------------ | -------------- | -------------------------- | ---------- | --------- |
| 2022年（第18回） | 1回戦敗退    | 1720           | シダックスカルチャーホール | 2022/08/17 | NSC在学生 |
| 2023年（第19回） | 3回戦進出    | 849            | KANDA SQUARE HALL          | 2023/11/07 |           |
| 2024年（第20回） | 準々決勝進出 | 1747           | ルミネtheよしもと          | 2024/11/22 |           |

- UNDER25 OWARAI CHAMPIONSHIP2024 準決勝進出
- UNDER5 AWARD2025 準決勝進出

## 出演

### テレビ
- 鬼越邦子のいけにえテレビ（2024年9月8日、BSよしもと）[6]
- ネタパレ（2025年1月1日〈2024年12月31日深夜〉、フジテレビ）